# 费恭
費恭（?—?），荆州江夏郡鄳县（今河南省罗山县）人，三國時代蜀漢官員，大將軍費禕之子，費承的弟弟。

## 生平
費恭父親費禕為蜀漢重臣，於延熙十六年（253年）被魏國归降的郭脩刺殺，費恭尚公主，公主是否是后主刘禅的女儿，史书没有明确记载，但是費恭的一个姐妹即費祎长女嫁给了太子刘璿为妃。費祎别传记载：費恭为尚书郎，显名当世，早卒。虽然称早卒，但是肯定在蜀汉灭亡、西晋建立后去世。泰始四年三月（268年），罗宪向晋武帝司马炎推荐蜀汉大臣的子弟，包括费恭和常忌、杜轸、寿良、陈寿（《三国志》作者）、高轨、吕雅（呂乂子）、许国、诸葛京（诸葛瞻次子）、陈裕（陳袛次子）。